# Minta
Na mitologia grega, Minta ou Menta (em grego clássico: Μινθη, transl. Minthê), era uma ninfa que vivia no rio Cocito, amante de Hades, o rei do mundo dos mortos. É a "Ninfa do Submundo".
Por ter a condição de concubina do  monarca, ela se gabava de ser a mais bela do reino e alegava que Hades iria fazê-la sua nova soberana, expulsando sua até então esposa Perséfone.  O relacionamento que os dois mantinham foi descoberto pela rainha, que além de se achar no direito de exigir fidelidade de seu esposo, enraveicida e enciumada transformou-a na planta menta.
Seu mito, noutra versão, estaria ligado ao próprio rapto de Perséfone: Minta (ou Minte), ninfa que habitava o Submundo, mantinha com Hades um relacionamento, interrompido por seu casamento; a ninfa então, procurando recuperar o amante, passou a se vangloriar, dizendo ser mais bonita que sua rival, despertando a fúria em Deméter, mãe de Koré. Deméter então puniu a moça presunçosa, fazendo em seu lugar surgir a menta.
A menta era uma das plantas utilizadas nos rituais funerários da Grécia Antiga, junto ao alecrim e a murta, e não somente para amenizar os odores da decomposição: fazia parte dos ingredientes da bebida enteógena feita com cevada fermentada dos iniciados nos ritos eleusinos, e que lhes dava a esperança na vida eterna.

## Citações
A menção a Minta, em alguns clássicos antigos:
| “ | Perto de Pylos, em direção ao leste, há uma montanha nomeada após Minthe que, segundo o mito, tornou-se concubina de Hades, e depois foi pisada por Kore [Perséfone], e transformada em hortelã, a planta que alguns chamam Hedyosmos. Além disso, perto da montanha há um recinto sagrado para Hades". | ” |

| “ | Perséfone mais tarde teve a magia de mudar a forma de uma mulher [Minta] na perfumada hortelã. | ” |

| “ | "Minta (Menta), dizem os homens, era uma donzela do mundo subterrâneo, a Ninfa do Cocito, e ela deitava-se no leito de Aidoneus (Hades); mas quando ele raptou a jovem Perséfone no monte Aitnaian [na Sicília], então ela protestou em voz alta com palavras arrogantes e enlouquecida pelo ciúme estúpido, e Deméter espezinhou-a com os pés, destruindo-a. Pois ela havia dito que era mais nobre de forma e mais excelente em beleza do que a Perséfone de olhos negros, e gabou-se que Aidoneus voltaria para ela e baniria os demais de seus salões: tal paixão caiu sobre sua própria língua. E da terra ramificou-se na frágil erva que leva seu nome. | ” |